# Oksanna Dias
Oksanna Dias (Angola, 1997) é uma muralista e artista visual angolana.

## Percurso
Oksanna começa por pintar aos 6 anos de idade, mas apenas aos 17 anos ganha interesse pelas técnicas de desenho. Concluiu o Ensino Médio no Instituto Médio Politécnico Alda Lara, Curso Desenhador Projectista. Sem formação na área das artes considera-se uma artista autodidacta.
Oksanna inicia-se no graffiti e na pintura mural com os artistas urbanos Buenos e Boesta com quem integra o movimento Grafite One Angola - Associação de Grafiteiros. Teve ajuda no principio com o artista Caxala aprendendo a aperfeiçoar as técnicas de desenho realista. Ainda no âmbito do graffiti e da arte urbana integra o movimento internacional "One Voice", projecto social de arte urbana, fotografia e artes plásticas que surgiu aquando da pandemia Covid-19 , apoiado pela Fundação Arte e Cultura , na Iha de Luanda, com a Curadoria do artista visual Thó Simões e pretendia homenagear médicos e bombeiros. Além destes movimentos, Oksanna integra também o Colectivo Mwinda Kubata, um colectivo artístico nas áreas da pintura, literatura e fotografia.

## Obra
Oksanna enquanto artista visual e além do muralismo também é criadora de artesanato e moda. Nas sua obras utiliza muitas vezes materiais recicláveis, como sejam chapas de zinco ou contentores e foca o seu trabalho em temáticas como o feminismo, a mulher africana, a cultura negra, a justiça social, a identidade e a sustentabilidade ambiental.
Oksanna tem exposto o seu trabalho a solo e colectivamente:
Murais:
- 2020 - Criação de mural "Use Máscara" (Luanda);[3]
- 2021 - Criação de mural de Malala Yousafzai;[3]
- 2022 - Criação de mural no âmbito das comemorações do Outubro Rosa, no Zango (Angola);[4]

Solo
- 2023 - Colecção “Black Women” apresentada na exposição comemorativa do Dia da Mulher Africana, na Casa da Cultura do Rangel “Njinga Mbande” (Angola);[1]

Exposições Colectivas:
- 2021 - "Arte no Peito" (Angola)[2]
- 2022 - "Partilha de emoções e afectos" Galeria Resiliart (Angola) realizada no âmbito de uma jornada de luta internacional contra a violência doméstica e a violência de género;[7][8]
- 2023 - "Tell Our Stories" (Angola)[9]

## Prémios e Reconhecimentos
- 2022 - Vencedora na categoria Artista Feminina, do concurso “Pintar os valores da democracia”, organizado pelo Mosaiko – Instituto Para Cidadania, no âmbito do projecto “Vamos Votar! – Voz mais forte para um futuro melhor”;[10]
- 2023 - Artista selecionada na segunda edição do projecto Nzinga, projeto de residências artísticas inserido no programa MAR – MOVART Artist Residency;[11][12]